# Hans-Peter Ferner
Hans-Peter Ferner (6 de junho de 1956) é um ex-corredor de meias-distâncias da Alemanha Ocidental. Participou dos jogos Olímpicos de Los Angeles 1984.
Conquistou a medalha de Ouro na competição de 800m do Campeonato Europeu de Atletismo de 1982, em Atenas. Na ocasião, quebrou o recorde mundial da modalidade, superando a marca do britânico Sebastian Coe. Terminou em sétimo no Campeonato Mundial de Atletismo de 1983 em Helsinque.